# Mark Babic
Mark Babic (24 aprile 1973) è un ex calciatore australiano, di ruolo difensore.